# Resolutie 930 Veiligheidsraad Verenigde Naties
Resolutie 930 van de Veiligheidsraad van de Verenigde Naties werd op 27 juni 1994 unaniem aangenomen. De Veiligheidsraad besloot met deze resolutie dat de UNOMSA-waarnemingsmissie in Zuid-Afrika haar mandaat had voltooid en beëindigde de missie. Er werd ook besloten, gezien de apartheid in Zuid-Afrika was afgeschaft, deze kwestie niet langer op te volgen. 

## Achtergrond
Na de Tweede Wereldoorlog werd in Zuid-Afrika het apartheidssysteem ingevoerd, waarbij blank en zwart volledig van elkaar gescheiden moesten leven maar die eersten wel bevoordeeld werden. Het ANC, waarvan ook Nelson Mandela lid was, was fel tegen dit systeem. Ook in de rest van de wereld werd het afgekeurd, wat onder meer tot sancties tegen Zuid-Afrika leidde. 
In 1994 werd de apartheid afgeschaft. In datzelfde jaar werden er verkiezingen gehouden, waarop Mandela president werd.

## Inhoud
De Veiligheidsraad:
- herinnert aan de resoluties 772 en 894;
- is tevreden over de oprichting van een verenigd, niet-raciaal en democratisch Zuid-Afrika;
- verwelkomt de resoluties 48/13 C en 48/258 A van de Algemene Vergadering;

1. verwelkomt het laatste rapport van secretaris-generaal Boutros Boutros-Ghali over de VN-Waarnemingsmissie in Zuid-Afrika;
2. looft de Speciale Vertegenwoordiger van de SG, UNOMSA, de Organisatie van Afrikaanse Eenheid, het Gemenebest en de Europese Unie, die een vitale rol speelden;
3. besluit dat, na de succesvolle afloop van haar mandaat, UNOMSA onmiddellijk wordt opgeheven;
4. besluit om tevens de kwestie-Zuid-Afrika van zijn agenda te halen.

## Verwante resoluties
- Resolutie 894 Veiligheidsraad Verenigde Naties
- Resolutie 919 Veiligheidsraad Verenigde Naties

Lijst ·  893 ·  894 ·  895 ·  896 ·  897 ·  898 ·  899 ·  900 ·  901 ·  902 ·  903 ·  904 ·  905 ·  906 ·  907 ·  908 ·  909 ·  910 ·  911 ·  912 ·  913 ·  914 ·  915 ·  916 ·  917 ·  918 ·  919 ·  920 ·  921 ·  922 ·  923 ·  924 ·  925 ·  926 ·  927 ·  928 ·  929 ·  930 ·  931 ·  932 ·  933 ·  934 ·  935 ·  936 ·  937 ·  938 ·  939 ·  940 ·  941 ·  942 ·  943 ·  944 ·  945 ·  946 ·  947 ·  948 ·  949 ·  950 ·  951 ·  952 ·  953 ·  954 ·  955 ·  956 ·  957 ·  958 ·  959 ·  960 ·  961 ·  962 ·  963 ·  964 ·  965 ·  966 ·  967 ·  968 ·  969